# Super Smash Bros. Melee
För spelserien, se Super Smash Bros. (spelserie).
Super Smash Bros. Melee (förkortat SSBM och känt som Dairantō Smash Brothers DX i Japan) är uppföljaren till TV-spelet Super Smash Bros., och föregångaren till Super Smash Bros. Brawl. Liksom i Super Smash Bros. och Brawl innehåller spelet flera kända Nintendo-figurer från olika spelserier. Spelet togs fram som ett av de första till spelkonsolen Nintendo Gamecube. Det släpptes i Japan och USA 2001, och kom till Europa år 2002.

## Spelbara figurer
- Mario, från Mario-serien
- Bowser, från Mario-serien
- Peach, från Mario-serien
- Yoshi, från Mario och Yoshi-serien
- Donkey Kong, från Donkey Kong-serien
- Capt. Falcon, från F-Zero-serien
- Fox, från Star Fox-serien
- Ness, från EarthBound
- Ice Climbers, från Ice Climber
- Kirby, från Kirby-serien
- Samus Aran, från Metroid-serien
- Prinsessan Zelda, från Zelda-spelen (som kan ändra skepnad till Sheik om spelaren gör hennes B+↓-rörelse)
- Link, från Zelda-spelen
- Pikachu, från Pokémon-spelen

### Upplåsbara figurer
- Dr. Mario, från Dr. Mario - Fås genom att klara av 1-P Classic Mode med Mario utan att använda Continue.
- Luigi, från Mario-serien - Fås fram genom att gå i mål på första banan under Aventure-Mode då sekundmätaren visar en tvåa.
- Ganondorf, från Zelda-spelen - Fås genom att klara Event Match 29. (Triforce Gathering)
- Falco, från Star Fox-serien - Fås genom att klara 100-Man Melee Mode.
- Young Link, från Zelda-spelen - Fås genom att klara av 1-P Classic Mode med tio olika spelfigurer.
- Pichu, från Pokémon-serien - Fås genom att klara av Event Match 37 (Legendary Pokémon)
- Jigglypuff, från Pokémon-serien - Fås fram första gången man klarar Classic-mode utan att förlora något liv.
- Mr. Game & Watch, från Game & Watch-serien - Fås genom att klara av Classic Mode eller Adventure Mode med alla andra spelfigurer. Går också att få genom att klara Target Test med alla spelfigurer.
- Marth, från Fire Emblem-serien - Fås fram genom att ha spelat med de 14 ursprungliga spelfigurerna (från Super Smash Bros.) i VS.mode.
- Roy, från Fire Emblem - Fås fram genom att klara Classic-mode med Marth utan att förlora något liv.
- Mewtwo, från Pokémon-serien - Fås genom att spela 20 timmar på VS.Mode. (Combined VS.Mode Play Time).

## Utmärkelser
Super Smash Bros. Melee tog hem flera kategorier i Club Nintendo Awards 2002:
- Bästa ljud/musik
- Bästa minispel (Home-Run Contest)
- Bästa multiplayerspel
- Bästa fightingspel
- Bästa Nintendo-spel 2002